# Odynerus leucopus
Odynerus leucopus är en stekelart som först beskrevs av Blüthgen 1941.  Odynerus leucopus ingår i släktet lergetingar, och familjen Eumenidae. Inga underarter finns listade i Catalogue of Life.